# 4597 Consolmagno
4597 Consolmagno este un asteroid din centura principală, descoperit pe 30 octombrie 1983 de Schelte Bus.